# Saison 1999-2000 du Football Club auscitain
La saison 1999-2000 du Football Club auscitain est la deuxième saison consécutive du club dans l’élite.
L'équipe évolue cette saison sous les ordres des entraîneurs Henri Broncan et Roland Pujo se maintient dans l'élite mais termine dernier de son groupe en coupe de France.

## Les matchs de la saison
Auch termine 10e de sa poule avec 41 points soit 9 victoires, 1 nul et 12 défaites.
Ce championnat connaîtra un déroulement poussif.
Certains clubs, privés de leurs internationaux retenus pour jouer la coupe du monde  refusent de jouer les 5e et 6e journée du championnat qui seront finalement reportées.
Pour la première fois, la finale (Stade Français-Colomiers) devra se jouer le 15 juillet.

### À domicile
- Auch-Aurillac 39-30
- Auch-Brive 22-15 : belle victoire d’Auch après un superbe essai de Grégory Patat récupérant une passe chistéra de Joan Wencker.
- Auch-Colomiers 13-27
- Auch-Dax 33-32
- Auch-Grenoble 13-22
- Auch-La Rochelle 19-13
- Auch-Montauban 35-6
- Auch-Narbonne 22-17
- Auch-Perpignan 26-21
- Auch-Stade Français 19-31
- Auch-Toulouse 8-25

### À l’extérieur
- Aurillac-Auch 22-18
- Brive-Auch 26-13
- Colomiers-Auch 12-12 : belle résistance chez le futur vice-champion de France grâce à une mêlée dominatrice.
- Dax-Auch 31-23 : dans une rencontre très agréable, Auch fait le pari d’un jeu élargie et passe prêt de l’exploit.
- Grenoble-Auch 21-25 : belle revanche contre une équipe qui a profité de cette réception a priori facile pour lancer quelques espoirs.
- La Rochelle-Auch 21-11
- Montauban-Auch 35-30
- Narbonne-Auch 12-8
- Perpignan-Auch 15-16
- St Français-Auch: 45-6
- Toulouse-Auch 28-10 : Auch mène longtemps à la marque dans un match qui où le demi de mêlée auscitain Joan Wencker crève l’écran.

## Classement des 2 poules de 12
Les équipes en vert sont qualifiées directement pour les 1/4 de finale.

Les équipes en jaune sont qualifiées pour les barrages.
Les équipes en rose sont reléguées en Pro D2 pour la saison 2000-2001.
| Pos | Équipe               | Points |
| --- | -------------------- | ------ |
| 1   | Stade toulousain     | 58     |
| 2   | Stade français Paris | 47     |
| 3   | US Colomiers         | 47     |
| 4   | US Dax               | 46     |
| 5   | CA Brive             | 46     |
| 6   | USA Perpignan        | 46     |
| 7   | Stade rochelais      | 45     |
| 8   | RC Narbonne          | 43     |
| 9   | FC Grenoble          | 41     |
| 10  | FC Auch              | 41     |
| 11  | Stade aurillacois    | 38     |
| 12  | US Montauban         | 30     |

| Pos | Équipe                | Points |
| --- | --------------------- | ------ |
| 1   | Castres olympique     | 54     |
| 2   | Section paloise       | 54     |
| 3   | SU Agen               | 53     |
| 4   | AS Montferrand        | 50     |
| 5   | Biarritz olympique    | 48     |
| 6   | CS Bourgoin-Jallieu   | 48     |
| 7   | CA Bègles-Bordeaux    | 48     |
| 8   | Stade montois         | 44     |
| 9   | RC Toulon             | 43     |
| 10  | CA Périgueux          | 36     |
| 11  | Racing club de France | 28     |
| 12  | RC Nîmes              | 22     |

|  | Qualification pour les Quarts de finale(no 1, no 2) |
|  | Qualification pour les Barrages (no 3 à no 6)       |
|  | Barrage de relégation pour la 2e division           |
|  | Relégation en 2e division                           |
|  | T : tenant du titre 1998 • P : promu 1998           |

En raison d'un déficit cumulé de 10 millions de Francs, la Ligue Nationale de Rugby décide la rétrogradation du Rugby club toulonnais en deuxième division le 24 juillet 2000. Un match de barrage de maintien est organisé entre Aurillac et le Racing club de France gagné par Aurillac. Aurillac est donc maintenu en élite 1.

## Coupe de France
Auch termine dernier de sa poule avec 1 victoire et 5 défaites 

### À domicile
- Auch-Pau 18-26
- Auch-Begles 27-21
- Auch-La Rochelle 26-34

### À l’extérieur
- Pau-Auch 32-11
- Bègles-Auch 19-9
- La Rochelle-Auch 40-18

## Effectif
- Arrières : Gaël Arandiga, David Bortolussi Frédéric Decotte,
- Ailiers : Patrick Bosque, Sébastien Couvin, David Ducès, Olivier Lannes, Richard Le Blanc,
- Centres : , Christophe Dalgalarondo, Jérôme Gay, Jérôme Laurens
- Ouvreurs : Laurent Bordes, Laurent Lafforgue, Laurent Saliès
- Demis de mêlée : Thierry Lacourt, Pierre-Henry Broncan, Joan Wencker
- Troisièmes lignes centre : Stéphane Bohn, Grégory Patat
- Troisièmes lignes aile : Jérôme Baradat, David Barthélémy, Mickaël Lebel, Jérôme Pagotto, Michel Rieux, Jerôme Rouquet
- Deuxièmes lignes : Sandu Ciorăscu, François De Florville, Anthony Healy, Thierry Lavergne
- Talonneurs : Sébastien Busato, Meimoana Mafutuna
- Piliers : Philippe Cappelleri, Yohan Marty, Jean-François Meslier de Rocan, Robert Pedder, Thierry Pomès, Christian Rocca, Jean-Baptise Soucek

## Transferts en fin de saisons

### Arrivées
- Xavier Audu, 25 ans, pilier gauche (Narbonne).
- Gérard Awomo, 26 ans, troisième ligne aile (Bègles- Bordeaux).
- Raphaël Bastide, 22 ans, centre (Colomiers), international espagnol.
- Bastien Beyret, 24 ans, étudiant prépa kiné, trois-quarts aile (Grenoble).
- Olivier Campan, 30 ans, centre ou arrière (Brive), six sélections en équipe de France.
- Fabrice Corompt, 25 ans, demi de mêlée (Racing-Club de France).
- Ludovic Courtade, 19 ans, centre (Mont-de-Marsan), formé à Riscle.
- Gilles Danglade, 30 ans, arrière (Dax), international A et à VII.
- Christophe Despax, 26 ans, pilier (Vic- Fezensac).
- Jérôme Dhien, 27 ans, troisième ligne (Grenoble).
- Jérôme Gendre, 23 ans, trois-quarts (Narbonne).
- Franck Gentil, pilier (Stade toulousain).
- Paul Guffroy, 21 ans, deuxième ligne (Stade toulousain).
- Yannick Lacrouts, 27 ans, pilier droit (Lannemezan), champion d'Europe universitaire.
- Jonathan Lewis, 23 ans, ingénieur, troisième ligne (Lannemezan), sélectionné avec l'équipe universitaire Australienne.
- Laurent Loubère, 31 ans, ailier (La Rochelle), international universitaire à VII et Barbarians.
- Emmanuel Lunardi, 26 ans, deuxième ligne (Racing).
- Cédric Papaix, 24 ans, ailier ou arrière (Balma).
- Christophe Pérarnau, 25 ans, demi de mêlée (Perpignan).
- François Quéreilhac, 19 ans, trois-quarts aile (Section paloise), formé à Riscle.
- Stephan Saint-Lary, 21 ans, troisième ligne aile (Section paloise) Romain Terrain, 19 ans, troisième ligne (Riscle).
- Vincent Violle, 22 ans, pilier (Stade toulousain).